# ورزشگاه آوانهارد (اوژورود)
ورزشگاه آوانهارد (به لاتین: Avanhard Stadium) یک ورزشگاه در اوکراین است که در اوژهورود واقع شده‌است.